# 布拉赫马纳佩里耶-阿格拉哈拉姆
布拉赫马纳佩里耶-阿格拉哈拉姆（Brahmana Periya-Agraharam），是印度泰米尔纳德邦Erode县的一个城镇。总人口21275（2001年）。

## 人口
该地2001年总人口21275人，其中男性10763人，女性10512人；0—6岁人口2472人，其中男1263人，女1209人；识字率64.19%，其中男性为71.43%，女性为56.78%。